# EF-137
EF-137 — проект реактивного истребителя «реданной схемы», созданный в конце 1940-х годов в фирме Junkers, а затем доработанный интернированными специалистами из Германии под руководством Брунольфа Бааде в СССР. Реализован не был.

## История создания
Согласно Рейнхарду Мюллеру, исследователю жизни и работы Бааде, аванпроект был закончен ещё в феврале 1945 года незадолго до конца войны (характерно, что согласно информации, собранной Брунольфом и Олафом Бааде, проект датируется сентябрем 1946 года). По расчётным характеристикам EF-137 превосходил Me 262, другой двухдвигательный истребитель Третьего Рейха. До конца войны были завершены теоретические расчёты и была произведена продувка модели в аэродинамической трубе.
В начале 1946 года НКВД провело операцию по сбору и вербовке немецких авиационных инженеров, в результате которой значительную часть авиационных инженеров вывезли в подмосковное Подберезье, где предоставили комфортные условия для жизни и работы. Производственной базой для ещё безымянного ОКБ были участки авиационного завода № 256. В конце 1946 года немецкие специалисты были разделены на ОКБ-1 и ОКБ-2. ОКБ-1, состоявшее из сотрудников фирмы «Юнкерс», возглавил доктор Брунольф Бааде, специалист по стреловидности крыла, ранее работавший в КБ фирмы Юнкерс, полем деятельности данного бюро были тяжёлые самолёты. Именно ОКБ-1 и проводило дальнейшие работы по EF-137.
Проект имел достаточно смелый для 1945 года дизайн — крыло сложной формы cильной стреловидности (37 градусов по передней, 49 градусов по задней кромке крыла). Фюзеляж — веретенообразный в горизонтальном сечении, треугольный в вертикальном. Вооружение располагалось в носовой части и состояло из двух 23-мм пушек неизвестного наименования и одной 37-мм. Двигатели были сгруппированы в мотогондоле, располагающейся под фюзеляжем, при этом его характерной чертой являлся единый воздухозаборник. Аванпроект предусматривал использование двигателей Jumo 004. Экипаж должен был состоять из одного пилота.
Согласно расчётам, самолёт должен был набирать высоту 4000 метров за 4,75 минут, а 10000 — за 13,75. Максимальная скорость по расчётам составляла около 1000 км/ч.
В 1947 году проектирование было остановлено: в СССР шла полным ходом шла разработка более перспективных образцов авиатехники (в частности МиГ-15), а также тяжёлых перехватчиков КБ Сухого (семейство Су-9), превосходившие проект Бааде по всем характеристикам. Все наработки по истребителю постановлением МАП были переданы советской стороне , впоследствии «немецкие» КБ сконцентрировались на проектировании бомбардировщиков.

## Расчётные характеристики
Указаны данные для итогового проекта.
Источник данных: 

Технические характеристики
- Длина: 13,67 м
- Размах крыла: 8,8 м
- Высота:
- Площадь крыла: 22.5 кв.м
- Масса пустого: 3870
- Масса снаряжённого: 6245
- Масса топлива во внутренних баках: 3920 кг

Лётные характеристики
- Максимальная скорость:  
  - у земли: 950
  - на высоте 9300 м: неизвестно
- Скорость сваливания: 180
- Практическая дальность: более 600 км
- Практический потолок: 13 100 метров
- Время набора высоты: неизвестно